# 大学受験
大学受験（だいがくじゅけん）とは、大学（短期大学を含む）の入学試験を受けること。

## 概要
世界各国で大学に相当する教育機関へ入学する際にはさまざまな取り決めが存在しているが、学力試験を通じて入学者を選抜するケースが多い。世界的にはアメリカにおけるSATのような統一試験のスコアによる選抜が多く、日本のように個々の大学で入学試験を課す国は非常にまれである。また、フランスやドイツのように、大学入学資格さえあればどこの大学でも入学でき、大学入試はないことも一般的である。
なお本節では大学のほか、学士を取得できる省庁大学校についても取り扱うこととする。

## 世界の大学入試
国名符号順に列記する。
- 中華人民共和国 - 全国普通高等学校招生入学考試 - 中国における入学試験
- 台湾 - 大学学科能力測験 - 大学入学指定科目考試
- 香港 - 香港中学文憑
- 日本 - 大学入学共通テスト
- 大韓民国 - 大学修学能力試験 - 大韓民国の入学試験
- アメリカ合衆国 - SAT (大学進学適性試験) - アメリカ合衆国における入学試験
- ロシア - 統一国家試験(イェゲ)（ロシア語版）

## アメリカ合衆国
アメリカ合衆国では、高校生は4年制大学に出願し、学部生は学士号を取得することができる。他の人はコミュニティカレッジや2年制大学に通っている。これらの学生は、技術学位、2年間の準学士号を取得するか、4年間の教育機関への編入の準備をすることができる。非伝統的な学生は通常、高等教育を追求する22歳以上の学生である。学生は、コモンアプリケーションを使用して多くの教育機関に申請することができる。通常、アプリケーションごとに料金が請求されるが、経済的な必要性に基づいて免除される場合がある。
学生は、各大学が独自の基準を使用して評価する申請書を提出することにより、1つ以上の大学に申請する。次に、大学は、学生に入学の申し出（および場合によっては財政援助）を延長するかどうかを決定する。大多数の大学は、学生を大学全体に受け入れ、特定の専攻には受け入れないが、工学や建築などの一部の専門プログラムには当てはまらない場合がある。
コモンクライテリアには、ACTまたはSATスコア、課外活動、GPA、実証された完全性、およびアプリケーションエッセイが含まれる。さまざまな程度で使用されるさらなる基準には、運動能力、学生が大学で示す関心、レガシーの好み（学校に通った家族）、人種、全額の授業料を支払う能力、学校にお金を寄付する可能性（開発事例）が含まれる。希望するクラス構成、知覚された適合性、学生の性格の主観的評価（エッセイまたはインタビューに基づく）、および入学事務局による一般的な裁量。これらの要素の重要性は大学によって異なり、入学率で測定すると選択性は大きく異なる。入学率は100％（高校の卒業証書を持つすべての人を受け入れる学校）から10％未満の範囲である。

## 中華人民共和国
中華人民共和国では、毎年夏に普通高等学校招生全国統一考試 (高考) が行われ、各学生に義務付けられている。 試験は、数学、言語、歴史、科学などの一般的な学校の科目を採用している。より良い大学は、入学のためにより高い点数を必要とする。必要なスコアは省によっても異なる。江蘇省などの競争力の高い省の学生は、チベットなどの競争力の低い地域の学生よりも高いスコアを必要とする。逆に、裕福な都市は一人当たりの大学数が多いため、安徽省などの貧しい省よりも大学の入学基準が低くなっている。たとえば、2006年には、北京からの志願者の主要大学に入学するための最低点は516だが、河南省からの志願者の最低点は591だった。

## ロシア
伝統的に、大学や研究所は、志願者の学校の記録に関係なく、独自の入学試験を実施していた。卒業生の能力の統一された尺度はなかった。高校が発行したマークは、学校と地域の成績の違いにより、互換性がないと認識されていた。2003年、文部省は統一国家試験（USE）プログラムを開始した。全国で一律に発行され、アメリカのSATに似た、学生の学校長から独立して評価された高校卒業生向けの一連の標準化されたテストは、州立大学への入学試験に取って代わることになっていた。したがって、改革者たちは、USEは、遠隔地からの才能のある卒業生が選択した大学への入学を競うことを可能にすると同時に、入学関連の賄賂を排除し、年間10億米ドルと見積もられると推論した。2003年に、858人の大学および大学の労働者が賄賂で起訴され、MGIMOの入場料は30,000米ドルに達したとされている。
大学の長、特にモスクワ州立大学の学長であるヴィクトル・サドヴニチーは、彼らの学校は志願者に彼ら自身の入学のハードルを課さずに生き残ることはできないと主張して、目新しさに抵抗した。それにもかかわらず、立法者は2007年2月にUSEを制定しました。2008年には、それは学生には必須であり、大学には任意だった。2009年以降は完全に必須である。いくつかの高等教育機関は、USEスコアに加えて、独自の入学試験を導入することを許可されている。そのようなテストは事前に公表されなければならない。

## イラン
イランでは、入学は非常に競争が激しく、トップクラスの学生だけがこの栄誉を獲得することができる。学部生と大学院生は、GPAと国立大学入試の結果に基づいてイランの公立大学に入学することができる。留学生は各大学の入学事務局に直接申し込むことができるが、彼らのペルシア語能力を示すために標準ペルシア語能力テスト、国立教育試験機関（SANJESH機関）およびイラン科学技術省（MSRT）の国際科学協力センター（CISC）が提供するSAMFAペルシア語テストをうける必要がある。
単にコンクールとして知られているイランの大学入学試験は、イランのイランの高等教育への入学を取得する手段の1つとして使用される標準化されたテストです。 一般的に、博士号を取得するには 非医療専攻では、3つの試験があり、それらはすべてKonkourと呼ばれる。

## 日本

### 受験資格
該当区分年度前年度の4月1日（大学入学年の4月1日）時点で、18歳以上であれば受験資格がある。この条件を満たしていれば、日本の法令上は各々の大学が個別に入学資格を認定し、受験の機会を与えられる。しかし日本国内の大学は学校教育法第90条第1項に基づき、次のいずれかに該当しているのを条件としている（文部科学省「大学入学資格について」を参照）。
- 高等学校または中等教育学校を卒業、もしくは卒業見込みの者。
- 通常の課程における12年の課程（通常の課程以外でこれに相当する学校教育を含む）を修了、もしくは修了見込みの者。具体的には下記の者が該当する。 
  - 特別支援学校（盲学校・聾学校・養護学校）の高等部を修了した者、もしくは修了見込みの者。
  - 高等専門学校（高専）の第3学年を修了した者、もしくは修了見込みの者（「高等専門学校#進学」を参照）。
- 文部科学大臣（以下「大臣」）の定めるところにより、高等学校を卒業した者と同等以上の学力があると認められた者。具体的には学校教育法施行規則第150条における、次の各号のいずれかに該当する者。

1. 外国において学校教育における12年の課程を修了した者、またはこれに準ずる者で大臣の指定した者。
2. 大臣が高等学校の課程と同等の課程を有するものとして認定した在外教育施設の当該課程を修了した者。
3. 大臣の定める基準を満たす、修業年限が3年以上の専修学校高等課程（高等専修学校）を修了、もしくは修了見込みの者。
4. 国際バカロレア資格などに全科目合格した者（昭和23年文部省告示第47号 第20～22号）のほか、大臣の指定した者。
5. 高等学校卒業程度認定試験（高卒認定試験。旧大学入学資格検定（大検）を含む）に合格した者。
6. 法第90条第2項の規定（後述の「飛び入学」）により大学に入学した者であって、当該者をその後に入学させる大学において教育を受けるにふさわしい学力があると認めた者。
7. 個別の入学資格審査により、高等学校を卒業した者と同等以上の学力があると認めた者で、18歳に達した者[注 1]。

またこれらのほか、特定の分野について特に優れた資質を有する者については、法第90条第2項により18歳未満であっても入学ができる（いわゆる「飛び入学」。文部科学省「飛び入学について」を参照）。

### 私立大学の一般入試

#### 入試日程
私立大学の一般入試は、1月下旬頃から3月上旬頃に実施する場合が多い。受験機会は、1回から数回までと大学によって幅がある。学部・学科を違えての学内併願を自由にできる場合もある。連続した数日のうち任意の1回から2回以上受験可能な試験日自由選択制を採る大学もある。この方式を採る大学の一部は、1回の受験料で何回でも受験できたり、2回目以降は受験料を減免したりしている。3月に入試を行う大学もかなりあり、2月から3月にかけて毎週入試を実施している大学もある。入学試験方式の名称は大学によって異なり、多彩である。
1990年代後半以降は少子化などの影響で受験者が年々減少しているため、前述のように受験日程を増やしたり、本学のみならず全国各地に受験場所を設定している。また大学入学共通テストの得点を合否判定に用いる入試方式も設定している。

#### 入試教科目
外国語、国語、数学、地理歴史、公民、理科の教科のうち、1教科から3教科で受験できる場合が多い。文科系学部では外国語、国語、そして数学、地理歴史、公民から1科目が課される大学・学部が多く、理科系学部では外国語、数学、理科が課される大学・学部が多い。
外国語は、英語が主流である。
国語は、現代文のみ、現代文と古文、現代文・古文・漢文の3通りがある。これら3科目の融合問題が出題される場合もある。
数学は、文科系学部では数学I、数学A（一部の大学では数学II、数学B、数学Cも課せられることがある。）が、理科系学部では数学I、数学II、数学III、数学A、数学B、数学Cが試験範囲となるケースが多い。
地理歴史および公民は、地理・日本史・世界史・政治・経済から1科目選択するケースが多い。。
理科は、物理や化学のほか、生命科学関連の学部学科では生物が選択できることが多い。
「総合科目」という複合的・科目横断的学科試験を課したり、小論文（作文）を実施したりする大学もある。
指定された3科目を受験し、点数の高い2科目で合否を判定する大学や、指定した科目を1.5倍にして得点計算する大学もある。
解答方式は共通テストでも採用されているマークシート方式が主流となっているが、英語、国語、数学では一部記述問題も設定されているケースも多い。
特殊な形態
欧米の学校制度を踏まえた、年2回入学卒業が可能なセメスター制を採用する大学が近年増えている。これにより、4月入学以外に、10月入学が可能となる大学もある。そのため、秋期入学者用の入試を行う大学もあり、これを9月入試等と呼ぶ。この方式を、1994年に東洋大学工学部が国内で初めて採用した。
関西大学文学部では、「漢英入試」（漢文+英語）が採用されている。
慶應義塾大学総合政策学部、環境情報学部では、「英語または数学または英語および数学+小論文」が採用されている。この入試では、「英語+小論文」、「数学+小論文」、「英語+数学+小論文」のいずれかを選択できる。
共立女子大学では、「EQIQ（エクイック）入試」が採用されている。これは、「EQ＝情動能力」+「IQ＝知的能力」：「EQIQ＝総合人間力」をいう。
国際基督教大学では、アメリカの大学入試であるSATを模した独自の方式が採用されている。
聖心女子大学では、「プレゼンテーション入試」が採用されている。
東洋大学経営学部会計ファイナンス学科では、自己推薦入試で「公認会計士・税理士挑戦者入試」（商業高等学校で学習する簿記と一般教養）が採用されている。

### 学部の途中年次に入学する試験（編入学試験）
選考実施の時期は 夏季から9月、2月から3月にかけて行われる場合が多い。12月に実施されるケースもあり、選考時期として統一された時期はない。短期大学や高等専門学校、専修学校専門課程(専門学校)の卒業者及び卒業見込み者、4年制大学2年次修了者などを対象に編入学試験を行う大学も多い。編入学試験の試験科目は、語学・専門科目・面接という場合が多い。理系学部では、理数系科目が追加される場合もある。試験は各大学や学部の独自問題で行われる。工学部等では、高等専門学校等の同一専攻の卒業見込み者を対象に、推薦編入学制度を採用している場合も多い。私立大学が系列校や提携の短期大学、短期大学部に対し推薦編入学枠を用意している場合もある。

### 大学相当の省庁大学校について
本節で述べる7つの省庁大学校に置かれる8つの課程は、独立行政法人大学改革支援・学位授与機構により大学の学部相当の教育を行なうと認定された課程である。これらの課程を卒業した者には、申請により同機構から学士の学位が授与される。これらの課程に在籍する方法は2通りに大別される。

#### 採用試験（国家公務員試験）
以下の4施設4課程に在籍するための試験は国家公務員試験であるため、「○○大学校学生採用試験」と呼ばれる。したがって在籍者の身分は国家公務員であり、授業料はかからず支給手当がつく。そのため、身分や卒業後の進路の点で大学とは異なる。
- 防衛大学校本科 - 自衛隊員（防衛省職員）
- 防衛医科大学校医学科 - 自衛隊員（防衛省職員）
- 海上保安大学校本科 - 海上保安庁職員
- 気象大学校大学部 - 気象庁職員

#### 入学試験・入学者選抜試験
以下の3施設4課程に在籍するための試験は「入学試験」（国立看護大学校のみ「入学者選抜試験」）と呼ばれるが、大学入学共通テストは用いずに独自の試験を実施している。在籍者の身分は公務員ではなく学生であり、授業料が必要な点で大学と同様であるが、卒業後の進路は各課程の目的に応じた特色がある。
- 水産大学校本科
- 職業能力開発総合大学校長期課程、総合課程
- 国立看護大学校看護学部